# Short Shirl
El Short N.1B Shirl fue un biplano monoplaza británico, destinado a transportar torpedos pesados desde los primeros portaaviones, a finales de la Primera Guerra Mundial. Cumplió con sus especificaciones, pero la planeada producción fue anulada con el Armisticio de 1918. El diseño se desarrolló aún más para intentar cruzar el Atlántico sin escalas por primera vez, pero no tuvo éxito.

## Desarrollo
El primer torpedero embarcado, el Sopwith Cuckoo, había sido bien recibido, pero no podía transportar el torpedo Mark VIII de 645 kg de la Marina Real que se necesitaba para destruir los buques de guerra más grandes. El Almirantazgo emitió una Especificación (N.1B) a finales de 1917, para un avión que pudiera transportar este torpedo, y Short Brothers y Blackburn presentaron propuestas; Shorts con el Shirl y Blackburn con el Blackburd. Se pidió a ambos fabricantes que proporcionaran tres prototipos, utilizando el motor Rolls-Royce Eagle VIII de 290 kW (385 hp) refrigerado por agua.
El Shirl era un biplano de dos vanos con alas plegables recubiertas de tela, sin decalaje y de mismas envergaduras, que llevaba dos pares de alerones. El fuselaje era de sección rectangular y estaba recubierto de contrachapado, en previsión del amerizaje al final de la misión, ya que el aterrizaje en cubierta aún no era practicable. El tren de aterrizaje de eje dividido podía desecharse por la misma razón. El motor se refrigeraba con un radiador alveolar situado inmediatamente detrás de una hélice bipala.

### El nombre
Shirl no es una palabra común en inglés. El Oxford English Dictionary da cuatro significados. Dos de ellos, "estridente" y "áspero", respecto al cabello, son muy antiguos y parecen haber caído en desuso en la época isabelina. A principios del siglo XX seguían existiendo dos usos: "un adorno" (de pelo, lana, etc.) y un "deslizamiento sobre hielo". Ambos se dan como dialectos, aunque el primero no siempre lo fue. El segundo es un uso del norte. Quizás cualquiera de los dos podría describir un ataque con torpedos; la familia Short era del norte de Inglaterra. 

## Historia operacional

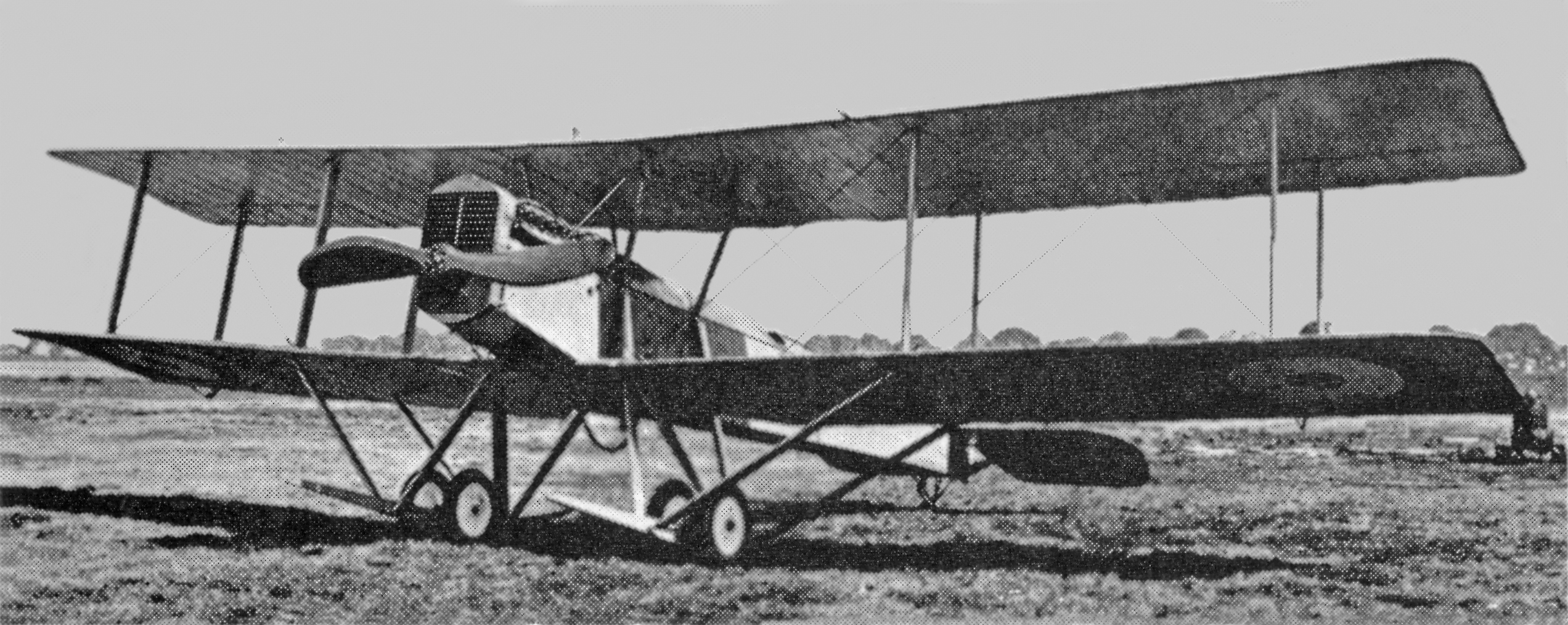
El Short Shirl N111 en Isle of Grain, en julio de 1918.

Después de las pruebas iniciales, al primer Shirl se le dio un ligero aflechamiento para permitir un cambio en el centro de gravedad causado por la adición de bolsas de flotación. El tren de aterrizaje también fue modificado: la primera versión de un solo eje se lanzaba después del despegue, para permitir la suelta e inmersión del torpedo, pero ahora, con un eje dividido, el torpedo o el tren de aterrizaje podían ser lanzados por separado o podían no ser lanzados. El nuevo tren de aterrizaje poseía un par de patines, cada uno con un par de ruedas. Con estos arreglos, el primer avión superó satisfactoriamente las pruebas de amerizaje en julio de 1918. Este avión utilizó brevemente una hélice de cuatro palas, pero pronto volvió a la hélice bipala original.
El segundo Shirl poseía alerones más grandes y no tenía ajuste de incidencia del plano de cola, lo que dificultaba el ajuste para el vuelo, tanto con el torpedo como sin él. El tercer y último avión, entregado en diciembre de 1918, recuperó el ajuste del plano de cola y poseía un tren de aterrizaje revisado.
Las pruebas demostraron que el avión podía lanzar el torpedo, aunque carecía de la agilidad evasiva del Cuckoo, una vez que se aliviaba de la carga del torpedo. Se hizo un encargo de 100 ejemplares y se habló de pedir más; pero, a principios de 1919, la Marina decidió no seguir adelante y en su lugar encargó más Cuckoo.
El Shirl fue considerado un avión estable (una virtud en la vida civil), con buena economía de combustible y capacidad de levantamiento de cargas. Se consideró que el transporte de correo era una posible forma de explotar estas características, y el tercer Shirl fue equipado con un gran contenedor de contrachapado en la bodega de torpedos. Se realizaron varios vuelos de pruebas, pero no se prosiguió con ningún servicio comercial.

## Variantes
Por su capacidad de levantamiento de cargas y economía de combustible, el Shirl fue considerado la base para un avión de largo alcance que competiría por el premio de 10 000 libras esterlinas del Daily Mail por el primer vuelo transatlántico de un ingenio más pesado que el aire. Para este intento, Short Brothers construyó un Shirl muy revisado, apodado Shamrock. Su envergadura aumentó en 3,1 m hasta los 18,95 m, con un ala de tres vanos, lo que daba una superficie alar de 94,3 m2. El peso en vacío aumentó en 300 kg, hasta los 1798 kg. Se preparó un segundo asiento, colocado escalonadamente lado a lado, para el navegante. Un depósito de combustible tubular muy grande, unido al soporte de torpedos, aumentó la carga total de combustible hasta los 1980 L, que habría proporcionado un alcance de 5120 km en aire tranquilo (o 40 horas a 128 km/h). Sorprendentemente, se optó por un vuelo este-oeste, en contra de los vientos predominantes, algo que no se logró hasta el vuelo del Junkers W.33 Bremen en abril de 1928. Se eligió la llanura de Curragh en Irlanda como punto de partida, pero el Shamrock nunca llegó tan lejos, cayendo al Mar de Irlanda debido a un fallo de motor, de camino, el 18 de abril de 1919. El avión fue recuperado y podría haber realizado otro intento, pero, en julio de 1919, Alcock y Brown ganaron el premio en un Vickers Vimy, volando de oeste a este.

## Especificaciones (Shirl estándar)
Referencia datos: Barnes, 1989

### Características generales
- Tripulación: Uno (piloto)
- Longitud: 10,7 m (35 ft)
- Envergadura: 15,9 m (52 ft)
- Altura: 4 m (13,3 ft) [7]
- Superficie alar: 73,5 m² (791,2 ft²)
- Peso vacío: 1497 kg (3299,4 lb)
- Planta motriz: 1× motor lineal V12 refrigerado por agua Rolls-Royce Eagle VIII.
  - Potencia: 288 kW (397 HP; 392 CV)
- Hélices: Bipala de paso fijo

### Rendimiento
- Velocidad máxima operativa (Vno): 148 km/h (92 MPH; 80 kt)
- Alcance: 6,5 h
- Techo de vuelo: 3050 m (10 007 ft) [7]

### Armamento
- Otros: 

  - 1x torpedo británico de 18 pulgadas Mark VIII de 645 kg

## Aeronaves relacionadas

### Aeronaves similares
- Blackburn Blackburd

### Secuencias de designación
- Secuencia N.__ (interna de Short, anterior a 1921): N.1B - N.2A - N.2B - N.3